# Файсаль Бен-Ахмед
Файсаль Бен-Ахмед (фр. Faysal Ben Ahmed, нар. 7 березня 1973) — туніський футболіст, що грав на позиції півзахисника зокрема за клуб «Есперанс», а також національну збірну Тунісу.

## Клубна кар'єра
У дорослому футболі дебютував 1992 року виступами за команду «Ар'яна». 1996 року перейшов до столичного «Есперанса», в якому провів шість сезонів, взявши участь у 147 матчах чемпіонату. 
Протягом 2002—2003 років захищав кольори клубу «Джерба», а наступний сезон відіграв за «Транспорт» (Туніс).
Завершив ігрову кар'єру у команді «Ар'яна», за яку виступав протягом 2004—2005 років.

## Виступи за збірну
1998 року дебютував в офіційних матчах у складі національної збірної Тунісу. Протягом кар'єри у національній команді, яка тривала 3 роки, провів у її формі 7 матчів.
У складі збірної був учасником чемпіонату світу 1998 року у Франції, де виходив на поле в одній грі групового етапу.